# 宝大
宝大（ほうだい）は、五代十国時代の十国のひとつ呉越において銭鏐の治世で用いられた元号。924年 - 925年。

## 西暦・干支との対照表
| 宝大 | 元年  | 2年   |
| 西暦 | 924年 | 925年 |
| 干支 | 甲申  | 乙酉  |

| 前の元号 乾化（後梁） | 中国の元号 呉越（五代十国時代） | 次の元号 宝正 |